# Strada nazionale 21 (Cambogia)
La strada nazionale 21 (indicata sulle mappe come NH21, "National Highway 21") è una delle strade statali della Cambogia. È asfaltata per l'intero percorso ed è composta da una carreggiata unica con due corsie di marcia. Costituisce il collegamento stradale più breve, in termini di chilometri,  per raggiungere il confine con il Vietnam da Phnom Penh.

## Percorso
La NH21 ha inizio alla periferia sud della capitale a Ta Khmau diramandosi dalla strada nazionale 2. Si sviluppa verso sud lungo la riva destra del fiume Bassac attraversando i paesi di S'ang e Prek Thmei. Dopo un percorso di 66 km termina al villaggio di Preak Chreay, punto di frontiera e di traghettamento per la cittadina di vietnamita di Long Binh nel distretto di An Phu.

## Ponte sul Binh Di
Visto l'alto volume di traffico commerciale tra i due paesi nel 2014 sono iniziati i lavori per la costruzione del ponte sul fiume Binh Di ed una variante di percorso di circa 2,6 km della NH21. Il ponte collegherà la NH21 con la strada vietnamita QL957 per Chau Doc.